# Слободан Стојановић (1980)
Слободан Стојановић (Теслић, 18. октобар 1980 — Доња Каменица, код Зворника, 1992) је српски дјечак који је свирепо убијен јула-августа 1992. године у околини Зворника, од Албанке Елфете Весели, припаднице АРБиХ.
Слободан Стојановић је, на редовном мајском заседању Светог архијерејског сабора Српске православне цркве 2022. године, прибројан именослову Српске православне цркве и канонизован као део Светих мученика зворничкотузланских.

## Позадина догађаја
Напета ситуација око села Доња Каменица ескалирала је 29. маја 1992. Породица Илије Стојановића се нашла на страни коју су контролисали Муслимани. Наредног дана, 30. маја 1992. у породичну кућу дошао је Мухамед Чикарић из Каменице, засеок Алићи, који је Илији Стојановићу забранио да бјежи. Истог дана започели су преговори између српске и муслиманске стране на барикадама у мјесту Крушке. Мухамед Чикарић је послао Илију Стојановића да однесе поруку српској страни, да их пита да ли су за преговоре и напоменуо је да им недостаје пет њихових бораца. Илија је однио поруку и затим се вратио кући. Са својом породицом био је у кућном притвору све до 4. јуна 1992. када су на мјесту Крушке Стојановићи и три погинула српска борца размијењени за 6 живих припадника тзв. АРБиХ. Стојановићима је у селу остала сва покретна и непокретна имовина. Породица Стојановић се смјестила код свог кума Зорана Милошевића у засеоку Џенарике.
Слободан је туговао за својим псом који му је остао кући. Често је тражио да оде назад у селу да одвеже пса и да га доведе кући. Родитељи су га одвраћали од те идеје, али се дванаестогодишњи Слободан тешко мирио са тим. Не одустајући од своје намјере Слободан је 27. јула 1992. отишао од своје куће, прошао кроз барикаде и отишао у правцу родне куће да би довео свог пса. Његовог оца Илију који је у то вријеме био у Зворнику о Слободановом нестанку обавијестила је локална команда српске војске.

## Потрага и страдање
Слободанов отац је већ наредног дана „гласом са брда на брдо” преговарао са муслиманском страном и тражио информације о Слободану. Са друге стране долазила су увјеравања да је Слободан жив и да је на сигурном у Тузли и да његови не брину. И током наредних дана Илија је тражио потраживао информације о свом сину и добијао је исти одговор. У наставку потраге Илија је од више Муслимана добио информацију да му је дијете убијено и да је за тај злочин крива Елфета Весели звана "Косовка". Потраге за Слободаном сјећа се и Миле Вукадиновић, тада припадник II батаљона Зворничке бригаде ВРС
Након сазнања шта се десило дјечаку Слободану, ријешили смо да преговарамо уз помоћ мегафона. Локални мјештани причали су са муслиманском војском, односно са неким подворником (домаром) школе у Бакрачима. Рекли смо му да ћемо размијенити и мртве и рањене само да се дијете спаси. Он је у први мах одговорио да се неће дјетету ништа десити. Након десетак минута, по гласу млађи човјек је њиховом преговарачу отео мегафон и рекао да од размијене неће бити ништа "док у Зворник не дођу тенкови из Тузле".
 Постоје индиције да је Слободан био жив, по заробљавању, још неколико дана и да су га војници водили са собом. Ђевад Ходић, који је у то вријеме био припадник тзв. АРБиХ је на суђењу Весел изјавио да га је виђао неколико пута, а да га је једне прилике видио самог. Дјечак је био го до паса, а на десном рамену је имао масницу и огреботину. Да је Слободан био у заробљеништву и да је злостављан потврдио је и Омер Ђулбеговић, саборац Елфети Весели који је навео да су дјечака прво држали затвореног у подруму. Према његовом свједочењу дјечака су двојица војника тзв. АРБиХ, након 20-25 дана, одвели да им покаже гдје је, наводно, Слободанов комшија закопао пушку "М-48". Након што је Слободан покушао да побјегне војници су га ухватили и истукли. Према Ђулбеговићу Слободан је тада признао да је убачен међу нас, да извиди колико има војске и оружја. Рекао је да је био у Дрињачи на обуци. Да је дјечак покушао да побјегне свједочи и Мустафа Тучић, али да се то десило када су га војници водили на купање и да је том приликом добио батине. Тучић наводи да је исти или наредни дан његов рођак Фахрудин Демировић звани Гумени дошао с дјечаком на којем се видјело неколико модрица, те који се смијао и рекао: “Ја сам Гумени два”. Додајући да су њих двојица били у добрим односима. На суђењу Весели, Демировић се присјетио да је једне прилике видио Слободана у ћошку, скинутог голог и да су сви галамили на њега јер је покушао побјећи кад су га купали. Додајући да је покушао помоћи и успио смирити галаму. Наредно јутро Демировић је кренуо на терен и свратио је да види Слободана: Видим сједи с ручицама... Гледа и тресе се. Гледа ме крупним очицама, смирио га је са причом да ће вјероватно бити размијењен. Након што се вратио са терена сазнао је да је Слободан убијен. Војска Републике Српске ослободила је Доњу Каменицу 16. фебруара 1993. и од тада су се вршила тражења несталих лица. Слободаново тијело је пронађено 13. јуна 1993. у масовној гробници на брду Ждријебци код Јошанице. Масовну гробницу су пронашли и откопали припадници Војне полиције из Милића, а идентификација је обављена у Ватрогасном дому у Зворнику. Тијело су идентификовали његова мајка Десанка и, тада 15-годишња сестра Слађана која је позвана са наставе да идентификује братове посмртне остатке. Обдуцент др Зоран Станковић, патолог, констатовао је у свом извјештају да је дјечак умотан у плави раднички мантил. Констатовао је бројне и смртоносне повреде на лобањи и тијелу нанесене током живота и послије смрти. Дјечаку је за живота било одсјечено десно уво, такође су му оштрим предметом нанијете посјекотине у предјелу стомака. Све ово је указивало да је дјечак подвргнут тешкој тортури и да је умро у тешким мукама. У слепоочницу му је, из непосредне близине, испаљен метак. Слободанова сестра је касније свједочила о овом догађају: 
Брат је био на столу, а поред њега се налазио плави мантил. Лобања је била одвојена од тијела и на њој се налазила рупа. Тело је било у фази распадања, али видно расечено и унакажено.

## Суђење и пресуда
Током 2015. установљено је да Елфета Весели борави у Нешателу у Швајцарској код брата, односно да се ту скрива од правосудних органа. Државно тужилаштво БиХ је преко Министарства правде БиХ затражило од швајцарских власти да изруче Весели. Након одбијања добровољног изручења власти Швајцарске су 29. септембра 2016. ухапсиле Елфету Весели. Швајцарске власти су 14. 03. 2017. одобриле њено изручење БиХ. Након испуњавања свих потребних услова изручена је 24. марта 2017. Суд БиХ је јуна 2017. потврдио оптужницу против Сакиба Халиловића, команданта Диверзантског вода Команде здружених јединица Липље-Каменица и Елфете Весели припаднице тог вода. Весели се теретила за убиство Слободана Стојановића, док је Халиловићу стављано на терет да је као надређени пропустио да предузме нужне и разумне мјере да починилац кривичног дјела буде кажњен.

У августу 2017. почело је суђење Елфети Весели и њеном претпостављеном Сакибу Халиловићу. У оптужници је наведено да је дјечак српске националности убијен у другој половини јула или првој половини августа 1992. године у насељу Бајрићи-Ново Село, на подручју Каменице у општини Зворник. Током суђења свједок под шифром „С1” који је у то вријеме као припадник тзв. АРБиХ био очевидац убиства је изјавио: 
Елфета је стајала са дечакове леве стране. Држала га је за косу. Извадила је нож са црним корицама. Подигла му је главу и повукла нож испод врата. Дете је почело да кркља… Кад ју је неко од присутних војника питао ’шта то ради’, она је извадила пиштољ, дуга деветка, прислонила му на главу и пуцала, једном или два пута, не знам. Након тога му је тело замотано у плави мантилић. Окренуо сам главу, нисам више могао то да гледам.
 Свједоци Тужилаштва БиХ Изет Карић и Абдулгафар Алихоџић негирали су исказе које су раније дали Агенцији за истраге и заштиту БиХ и промијенили исказ у корист оптужене. И други свједоци су добијали "амнезију" током свједочења, мијењали исказе и сл.
Суд БиХ осудио је припадницу некадашње тзв. АРБиХ Елфету Весели на десет година затвора, 8. маја 2019. године, због убиства малољетног дјечака. Сакиб Халиловић ослобођен је оптужби да је посматрао убиство и пропустио да, као командант, казни Веселијеву, која је била припадник тог вода. Елфети Весели је у казну урачунато и време проведено у притвору од 24. марта 2017. године, као и време проведено у екстрадиционом притвору у Швајцарској. Другостепеном пресудом изреченом децембра 2019. Апелационо вијеће суда БиХ је пооштрило казну на тринаест година.

## Епилог
Слободаново страдање је оставило тешке посљедице по породицу која се никада није опоравила. Мајка Десанка је преминула 2006. а отац Илија 2013. Сахрањени су уз гроб свога сина. О смрти своје супруге Илија је рекао: Није Деса могла више да издржи. Препукло је мајчино, а и моје срце. Не знам како сам још у животу. Моја Деса је отишла у великим мукама, болу и патњи за нашим Слободаном, који је убијен на најсвирепији начин. Ни лечење у Београду, ни све пажње лекара нису јој могле помоћи додајући да: Ја се радујем одласку са овог света. Ваљда ћу тамо негде бити са мојим Слободаном и његовом пресвислом мајком.

## Меморијализација
Споменик Слободану Стојановићу постављен је 28. септембра 2017. у порти цркве Светог архиђакона и првомученика Стефана на Млађевцу код Зворника. Величина споменика је 2,20м, а израђен је од финог студеничког камена у радионици признатог мајстора и магистра вајарства Милана Ракочевића из Краљева. Спомеником доминира Распеће Христово као симбол страдања и мука кроз која су прошла сва пострадала дјеца. Главни иницијатор постављања овог споменика је Слободан Ј. Тијанић, протојереј у Фридеришхафену, Њемачка. У подножју споменика стоји натпис: „Дјечаку великомученику Слободану Стојановићу (18.10.1980 *-27.07.1992+) и свој пострадалој православној дјеци Подриња“ на задњој страни споменика стоји: „Поколења дјела суде…“
У копродукцији Радио-телевизије Републике Српске и Републичког центра за истраживање рата, ратних злочина и тражење несталих лица снимљен је филм "Сузе анђела" аутора Сњежане Брезо.